# Phyllachora melastomatis-candidae
Phyllachora melastomatis-candidae är en svampart som beskrevs av Sawada 1942. Phyllachora melastomatis-candidae ingår i släktet Phyllachora och familjen Phyllachoraceae.   Inga underarter finns listade i Catalogue of Life.